# 足次村
足次村（あすわむら）は、岡山県後月郡にあった村。現在の井原市芳井町吉井・芳井町天神山・芳井町川相にあたる。

## 地理
小田川の上流域に位置していた。

## 歴史
- 1889年（明治22年）6月1日、町村制の施行により、後月郡吉井村、天神山村、川相村が合併して村制施行し、足次村が発足[1][2]。旧村名を継承した吉井、天神山、川相の4大字を編成[2]。
- 1904年（明治37年）4月1日、後月郡芳水村と合併し芳井村を新設して廃止された[1][2]。合併後、芳井村大字吉井・天神山・川相となる[2]。

### 地名の由来
往古の足次郷にちなむ。

## 産業
- 農業[2]